# Пельву (коммуна)
Пельву́ (фр. Pelvoux, окс. Pelvós) — коммуна во Франции, находится в регионе Прованс — Альпы — Лазурный Берег. Департамент коммуны — Верхние Альпы. Входит в состав кантона Л’Аржантьер-ла-Бессе. Округ коммуны — Бриансон.
Код INSEE коммуны — 05101.

## Население
Население коммуны на 2008 год составляло 449 человек.
| 1962 | 1968 | 1975 | 1982 | 1990 | 1999 | 2008 |
| ---- | ---- | ---- | ---- | ---- | ---- | ---- |
| 307  | 310  | 312  | 348  | 335  | 404  | 449  |

## Экономика
В 2007 году среди 270 человек в трудоспособном возрасте (15—64 лет) 207 были экономически активными, 63 — неактивными (показатель активности — 76,7 %, в 1999 году было 71,3 %). Из 207 активных работали 200 человек (101 мужчина и 99 женщин), безработных было 7 (5 мужчин и 2 женщины). Среди 63 неактивных 13 человек были учениками или студентами, 37 — пенсионерами, 13 были неактивными по другим причинам.